# Cortale
Cortale é uma comuna italiana da região da Calábria, província de Catanzaro, com cerca de 2.436 habitantes. Estende-se por uma área de 29 km², tendo uma densidade populacional de 84 hab/km². Faz fronteira com Caraffa di Catanzaro, Cenadi, Girifalco, Jacurso, Maida, Polia (VV), San Floro, Vallefiorita.

## Demografia
| Variação demográfica do município entre 1861 e 2011                               |
|                                                                                   |
| Fonte: Istituto Nazionale di Statistica (ISTAT) - Elaboração gráfica da Wikipedia |

## Cidades-irmãs
- Erba, Itália
- Ponte Lambro, Itália